# Copa Libertadores 1996
Navigation
Édition précédente Édition suivante
La Copa Libertadores 1996 est la 37e édition de la Copa Libertadores. Le club vainqueur de la compétition est désigné champion d'Amérique du Sud 1996 et se qualifie pour la Coupe intercontinentale 1996.
C'est le club argentin du CA River Plate qui remporte le trophée cette année, après avoir battu en finale les Colombiens de l'América Cali. C'est le deuxième succès pour River Plate après celui obtenu en 1986 alors que l'América connaît son quatrième échec en finale. Son attaquant Antony de Ávila termine meilleur buteur de la compétition avec onze réalisations.
La compétition conserve le même format que les années précédentes. Le premier tour compte quatre poules de cinq équipes, dont les trois premiers disputent la phase finale où ils sont rejoints par le tenant du titre. La phase finale est jouée sous forme de rencontres à élimination directe, des huitièmes de finale jusqu'à la finale. En cas d'égalité de résultat, les clubs disputent une prolongation puis éventuellement une séance de tirs au but (la règle des buts marqués à l'extérieur n'est pas utilisée). 

## Clubs engagés
- Grêmio Foot-Ball Porto Alegrense - Tenant du titre
- Club Atlético River Plate - Vainqueur du tournoi Ouverture 1994
- Club Atlético San Lorenzo de Almagro - Vainqueur du tournoi Clôture 1995
- Club Deportivo San José - Champion de Bolivie 1995
- Club Deportivo Guabirá - Vice-champion de Bolivie 1995
- Botafogo de Futebol e Regatas - Champion du Brésil 1995
- Sport Club Corinthians Paulista - Vainqueur de la Copa do Brasil 1995
- Corporación de Fútbol de la Universidad de Chile - Champion du Chili 1995
- Club Deportivo Universidad Católica - Vainqueur de la Liguilla pré-Libertadores 1995
- Atlético Junior - Champion de Colombie 1995
- Corporación Deportiva América Cali - Vice-champion de Colombie 1995
- Barcelona Sporting Club - Champion d'Équateur 1995
- Club Deportivo Espoli - Vice-champion d'Équateur 1995
- Club Olimpia - Champion du Paraguay 1995
- Cerro Porteño - Vice-champion du Paraguay 1995
- Club Sporting Cristal - Champion du Pérou 1995
- Club Universitario de Deportes - Vainqueur de la Liguilla pré-Libertadores 1995
- Defensor Sporting Club - 1er de la Liguilla pré-Libertadores 1995
- Club Atlético Peñarol - 2e de la Liguilla pré-Libertadores 1995
- Caracas Futbol Club - Champion du Venezuela 1994-1995
- Minervén FC - Vice-champion du Venezuela 1994-1995

## Compétition

### Premier tour
| Rang | Équipe                  | Pts | J | G | N | P | Bp | Bc | Diff |  | Résultats (▼ dom., ► ext.) | Bar | CPo | Esp | Oli |
| ---- | ----------------------- | --- | - | - | - | - | -- | -- | ---- |  | -------------------------- | --- | --- | --- | --- |
| 1    | Barcelona Sporting Club | 13  | 6 | 4 | 1 | 1 | 11 | 8  | +3   |  | Barcelona Sporting Club    |     | 3-2 | 3-2 | 2-1 |
| 2    | Cerro Porteño           | 10  | 6 | 3 | 1 | 2 | 8  | 7  | +1   |  | Cerro Porteño              | 1-0 |     | 2-1 | 0-0 |
| 3    | Club Deportivo Espoli   | 6   | 6 | 2 | 0 | 4 | 7  | 10 | -3   |  | Club Deportivo Espoli      | 1-2 | 2-1 |     | 1-0 |
| 4    | Club Olimpia            | 5   | 6 | 1 | 2 | 3 | 5  | 6  | -1   |  | Club Olimpia               | 1-1 | 1-2 | 2-1 |     |

| Rang | Équipe                         | Pts | J | G | N | P | Bp | Bc | Diff |  | Résultats (▼ dom., ► ext.)     | Peñ | Def | Cri | Uni |
| ---- | ------------------------------ | --- | - | - | - | - | -- | -- | ---- |  | ------------------------------ | --- | --- | --- | --- |
| 1    | Club Atlético Peñarol          | 9   | 6 | 2 | 3 | 1 | 13 | 10 | +3   |  | Club Atlético Peñarol          |     | 1-1 | 1-1 | 1-2 |
| 2    | Defensor Sporting Club         | 7   | 6 | 1 | 4 | 1 | 6  | 6  | 0    |  | Defensor Sporting Club         | 2-4 |     | 0-0 | 2-0 |
| 3    | Club Sporting Cristal          | 7   | 6 | 1 | 4 | 1 | 6  | 7  | -1   |  | Club Sporting Cristal          | 3-3 | 0-0 |     | 0-2 |
| 4    | Club Universitario de Deportes | 7   | 6 | 2 | 1 | 3 | 7  | 9  | -2   |  | Club Universitario de Deportes | 1-3 | 1-1 | 1-2 |     |

| Rang | Équipe                  | Pts | J | G | N | P | Bp | Bc | Diff |  | Résultats (▼ dom., ► ext.) | ACa | Jun | SJo | Gua |
| ---- | ----------------------- | --- | - | - | - | - | -- | -- | ---- |  | -------------------------- | --- | --- | --- | --- |
| 1    | CD América Cali         | 12  | 6 | 4 | 0 | 2 | 11 | 2  | +9   |  | CD América Cali            |     | 2-0 | 2-0 | 5-0 |
| 2    | Atlético Junior         | 10  | 6 | 3 | 1 | 2 | 8  | 6  | +2   |  | Atlético Junior            | 1-0 |     | 1-0 | 5-1 |
| 3    | Club Deportivo San José | 9   | 6 | 3 | 0 | 3 | 6  | 8  | -2   |  | Club Deportivo San José    | 1-0 | 2-0 |     | 2-1 |
| 4    | Club Deportivo Guabirá  | 4   | 6 | 1 | 1 | 4 | 7  | 16 | -9   |  | Club Deportivo Guabirá     | 0-2 | 1-1 | 4-1 |     |

| Rang | Équipe                  | Pts | J | G | N | P | Bp | Bc | Diff |  | Résultats (▼ dom., ► ext.) | Cor | Uni | Bot | Cat |
| ---- | ----------------------- | --- | - | - | - | - | -- | -- | ---- |  | -------------------------- | --- | --- | --- | --- |
| 1    | SC Corinthians          | 13  | 6 | 4 | 1 | 1 | 13 | 6  | +7   |  | SC Corinthians             |     | 3-1 | 3-0 | 3-1 |
| 2    | CF Universidad de Chile | 10  | 6 | 3 | 1 | 2 | 7  | 7  | 0    |  | CF Universidad de Chile    | 1-0 |     | 2-1 | 2-0 |
| 3    | Botafogo FR             | 7   | 6 | 2 | 1 | 3 | 10 | 10 | 0    |  | Botafogo FR                | 1-1 | 3-1 |     | 4-1 |
| 4    | CD Universidad Católica | 4   | 6 | 1 | 1 | 4 | 6  | 13 | -7   |  | CD Universidad Católica    | 2-3 | 0-0 | 2-1 |     |

| Rang | Équipe                    | Pts | J | G | N | P | Bp | Bc | Diff |  | Résultats (▼ dom., ► ext.) | RPl | SLo | Min | Car |
| ---- | ------------------------- | --- | - | - | - | - | -- | -- | ---- |  | -------------------------- | --- | --- | --- | --- |
| 1    | Club Atlético River Plate | 14  | 6 | 4 | 2 | 0 | 14 | 3  | +11  |  | Club Atlético River Plate  |     | 0-0 | 5-0 | 2-0 |
| 2    | CA San Lorenzo de Almagro | 10  | 6 | 2 | 4 | 0 | 13 | 5  | +8   |  | CA San Lorenzo de Almagro  | 1-1 |     | 4-0 | 5-1 |
| 3    | Minervén FC               | 5   | 6 | 1 | 2 | 3 | 8  | 16 | -8   |  | Minervén FC                | 1-2 | 2-2 |     | 4-2 |
| 4    | Caracas Futbol Club       | 2   | 6 | 0 | 2 | 4 | 6  | 17 | -11  |  | Caracas Futbol Club        | 1-4 | 1-1 | 1-1 |     |

### Huitièmes de finale
Le tirage au sort est orienté afin que le tenant du titre, Grêmio, rencontre l'une des deux autres formations brésiliennes encore en lice.
| Équipe 1                      | Résultat      | Équipe 2                  | Aller | Retour |
| ----------------------------- | ------------- | ------------------------- | ----- | ------ |
| Club Deportivo San José       | 2 - 2 2-4 tab | Barcelona Sporting Club   | 1 - 0 | 1 - 2  |
| CA San Lorenzo de Almagro     | 8 - 3         | Club Atlético Peñarol     | 3 - 2 | 5 - 1  |
| Minervén FC                   | 2 - 5         | CD América Cali           | 1 - 1 | 1 - 4  |
| Club Deportivo Espoli         | 1 - 5         | SC Corinthians            | 1 - 3 | 0 - 2  |
| Club Sporting Cristal         | 4 - 6         | Club Atlético River Plate | 2 - 1 | 2 - 5  |
| Cerro Porteño                 | 0 - 1         | Atlético Junior           | 0 - 0 | 0 - 1  |
| CF Universidad de Chile       | 4 - 4 7-6 tab | Defensor Sporting Club    | 3 - 2 | 1 - 2  |
| Botafogo de Futebol e Regatas | 1 - 3         | Grêmio FBPA'T'            | 1 - 1 | 0 - 2  |

### Quarts de finale
Le tirage au sort est orienté afin que les clubs issus d'un même pays se rencontrent, pour éviter une finale entre deux formations d'une même fédération.
| Équipe 1                  | Résultat | Équipe 2                  | Aller | Retour |
| ------------------------- | -------- | ------------------------- | ----- | ------ |
| CF Universidad de Chile   | 3 - 1    | Barcelona Sporting Club   | 2 - 0 | 1 - 1  |
| Atlético Junior           | 1 - 2    | CD América Cali           | 1 - 1 | 0 - 1  |
| CA San Lorenzo de Almagro | 2 - 3    | Club Atlético River Plate | 1 - 2 | 1 - 1  |
| SC Corinthians            | 1 - 3    | Grêmio FBPA'T'            | 0 - 3 | 1 - 0  |

### Demi-finales
| Équipe 1                | Résultat | Équipe 2                  | Aller | Retour |
| ----------------------- | -------- | ------------------------- | ----- | ------ |
| CF Universidad de Chile | 2 - 3    | Club Atlético River Plate | 2 - 2 | 0 - 1  |
| Grêmio FBPAT            | 2 - 3    | CD América Cali           | 1 - 0 | 1 - 3  |

### Finale
| 19 juin 1996 | CD América Cali | 1 - 0 | Club Atlético River Plate | Stade olympique Pascual-Guerrero, Cali |                             |
|              | de Ávila 26e    |       |                           | Arbitrage : Oscar Velásquez            | Arbitrage : Oscar Velásquez |

| 26 juin 1996 | Club Atlético River Plate | 2 - 0 | CD América Cali | Stade Monumental, Buenos Aires |                         |
|              | Crespo 6e, 59e            |       |                 | Arbitrage : Júlio Matto        | Arbitrage : Júlio Matto |

| Vainqueur de la Copa Libertadores 1996   |
| ---------------------------------------- |
| Club Atlético River Plate Deuxième titre |